# Eurycarenus flavicans
Eurycarenus flavicans är en tvåvingeart som beskrevs av Wray Merrill Bowden 1964. Eurycarenus flavicans ingår i släktet Eurycarenus och familjen svävflugor.
Artens utbredningsområde är Nigeria. Inga underarter finns listade i Catalogue of Life.